# Lamprolepis
Lamprolepis – rodzaj jaszczurek z podrodziny Lygosominae w rodzinie scynkowatych (Scincidae).

## Zasięg występowania
Rodzaj obejmuje gatunki występujące w południowo-wschodniej Azji i na wyspach zachodniego Oceanu Spokojnego. 

## Systematyka

### Etymologia
Lamprolepis: gr. λαμπρος lampros „świecący”; λεπις lepis, λεπιδος lepidos „łuska, płytka”, od λεπω lepō „łuszczyć”.

### Podział systematyczny
Do rodzaju należą następujące gatunki: 
- Lamprolepis leucosticta
- Lamprolepis nieuwenhuisii
- Lamprolepis smaragdina – scynk szmaragdowy[6]